# Moorwettern (Stör)
Die Moorwettern ist eine Wettern an der Grenze zwischen Heiligenstedten und Bekmünde. Über sie wird ein größerer Teil des Gemeindegebiets von Heiligenstedten in die Stör entwässert. Zudem mündet der Sieversbek über den Ost-West-Graben in die Moorwettern, womit auch ein Teil Itzehoes zum Einzugsgebiet gehört.

## Quelle
- C. Löser: Die Gewässersysteme Itzehoes und Umgebung nördlich der Stör. 2012, S. 48 (cloeser.org [PDF; 3,0 MB; abgerufen am 5. Juli 2021]).
- C. Löser: Karte der Gewässer Itzehoes und Umgebung. (PNG; 1,1 MB) In: cloeser.org.